# Дамевский, Гёре
Гёре Дамевский (серб. Ђоре Дамевски; 15 января 1922, Прилеп — 1995, Скопье, Северная Македония) — югославский партизан, участник Народно-освободительной борьбы в Югославии, общественно-политический деятель Социалистической Республики Македония. Народный герой Югославии (1953).

## Биография
Сын бедного ремесленника. С 1938 года участвовал в нелегальной деятельности кружка революционной молодежи в Прилепе. Несколько раз арестовывался сербской полицией. В 1939 году вступил в Союз коммунистической молодежи Югославии.
После оккупации Югославии в 1941 году стал членом военной комиссии по сбору оружия и подготовке вооруженной борьбы против оккупантов. Был принят в Коммунистическую партию Югославии, назначен секретарём местного комитета партии и членом временного комитета КПЮ. Во время одной из операций был арестован болгарскими оккупационными властями и приговорён к двум годам тюремного заключения, который он отбывал в Битола, Скопье , Бургасе и Пернике. В 1943 году был освобождён, после чего ушёл в партизаны.
Участвовал в освобождении Вардарской Македонии от оккупации. Был бойцом, заместителем политкомиссара роты и батальона в 1-й Македонско-косовской пролетарской ударной бригаде, комиссаром батальона 1-й и 2-й македонской ударной бригады, политруком батальона 49-й и 50-й македонской дивизии НОАЮ. Отличился во многих боях с оккупантами.
После окончания войны окончил Высшее административное училище в Скопье, работал в Государственном секретариате внутренних дел и в отделе инструкторов Центрального комитета Македонской коммунистической партия. Был секретарём горкома МКП в Прилепе, помощником министра в правительстве Социалистической Республики Македония, секретарь и президентом Сребреницкой торговой палаты в Битоле, других руководящих должностях.
Избирался депутатом Национального собрания Македонии[уточнить], а также депутатом Федерального собрания Югославии. Был членом ЦК Союза коммунистов Македонии.